# Gentianella multicaulis
Gentianella multicaulis là một loài thực vật có hoa trong họ Long đởm. Loài này được (Gillies ex Griseb.) Fabris mô tả khoa học đầu tiên năm 1958.